# Надя аль-Гази
Надя аль-Газзи (араб. نادية الغزي‎; род. 1935, Дамаск, Французский мандат в Сирии и Ливане) — сирийская юристка и писательница. Также известна как первая женщина, работающая на сирийском телевидении.

## Биография
Родилась в Дамаске в 1935 году в семье известного премьер-министра Сирии Саида аль-Гази, дважды занимавшего данный пост. Согласно некоторым данным, является родственницей ливанской поэтессы-феминистки Худы Наамани.
Училась в Дамасском университете и получила степень в области национального и международного права.
В 1960 году принимала участие в создании и запуске первого Сирийского телевизионного канала. Была редактором и ведущим семейной телевизионной программы «Аль-Байт аль-Саид», а затем в 1973–1975 годах принимала участие в создании детского телевизионного шоу. Также снималась в двух телевизионных драмах в 1982 и 2004 годах. В период с 1975 по 1979 год работала на радио в качестве ведущей семейной радиопрограммы.
С 1979 года начала занимать должность секретаря Арабского книжного союза и участвовала в комитетах по изменению сирийского законодательства, в частности, в отношении прав женщин. Она также публиковала несколько своих статей для нескольких журналов, включая «Tabibak» и «Al Maraa». К началу 1980-х годов написала и выпустила двадцать книг, посвящённых наследию и культурной памяти Дамаска и Сирии.
В 2008 году стала членом правления Общества друзей Дамаска и членом Высшего комитета по проведению празднований в Дамаске во время его пребывания в качестве арабской столицы культуры 2008 года.

## Личная жизнь
Замужем. Имеет трёх дочерей.